# ريتشارد جونسون (محامي)
ريتشارد جونسون (بالإنجليزية: Richard Johnson)‏ هو قاضي ومحامي أيرلندي، ولد في 27 أكتوبر 1937.